# Francis Napier Denison
Pour les articles homonymes, voir Denison.
Francis Napier Denison (1866–1946) est un météorologue, inventeur, sismologue et astronome canadien de la fin du XIXe siècle au début du XXe siècle. Travaillant pour le service météorologique du Dominion (maintenant Service météorologique du Canada) à Victoria (Colombie-Britannique), il devient un météorologue très connu en Amérique du Nord dans les domaines allant des cycles météorologiques aux recherches sismiques. Il met aussi au point plusieurs appareils de mesure.

## Biographie

### Formation
Denison naît le 19 avril 1866 à Toronto dans le Canada-Uni. Son père est un lieutenant-colonel de la milice et politicien. Après avoir obtenu son diplôme de l'Upper Canada College, il est engagé en 1882 par le Service météorologique du Dominion et en 1884, il devient observateur adjoint à l'Observatoire magnétique et météorologique de Toronto. Après avoir terminé deux années d'études à Boston et à Lynn (Massachusetts), le Service météorologique le transfère en 1898 à Victoria (Colombie-Britannique) comme observateur météorologique et prévisionniste, Il travaille avec E. Baynes Reed à la station d'observation météorologique située sur Government Street dans le port de Victoria, les deux, publiant les premiers rapports météorologiques officiels de la région,,. Le premier de ceux-ci est publié dans le journal Daily Colonist du 1er novembre 1898.
Au printemps 1899, les deux météorologues commencent à émettre des avertissements maritimes et plus tard, des prévisions météorologiques sont transmises par télégraphie sans fil aux navires dans le Pacifique, ces derniers renvoyant des informations sur les conditions météorologiques rencontrées en mer. Ils travaillent aussi sur la sismologie de la côte ouest du Canada et lors de la réunion de la British Science Association à Portsmouth en 1911, Denison présente des preuves recueillies sur 11 ans à Victoria, de 1899 à 1910 des changements de niveau d'un pendule horizontal corrélés avec la fréquence annuelle de vibrations des forts de séismes.

### Observatoire de Victoria
Depuis 1890, Victoria est le centre administratif pour la Colombie-Britannique du Service météorologique. Ses bureaux sont répartis dans différents bâtiments gouvernementaux de la ville. Denison demande au gouvernement fédéral du Canada de construire un observatoire sur Gonzales Hill dans le port de Victoria, où une station radiotélégraphique existe au moment de la pétition, à l'endroit de la plus haute altitude de la côte sud de l'île de Vancouver,.
Construit en 1913-1914 pour 11 900 $CDN par l'architecte William Henderson, en consultation avec Denison, la nouvelle station doit devenir le siège des services météorologiques, sismologiques et astronomiques de l'ouest du Canada. Le bâtiment inauguré le 14 avril, compte 12 pièces et le meilleur équipement à l'ouest de Toronto. Denison acquiert un télescope équatorial de 5 pouces (127 mm) qu'il fait mettre dans le dôme de la structure, et le met à la disposition du public pour une utilisation supervisée. Pendant quelques années, l'observatoire de Gonzales Hill est aussi la principale source d'heure scientifiquement précise à l'ouest des Rocheuses canadiennes.
À la mort d'E. Baynes Reed en 1916, Denison est nommé directeur des services météorologiques de la Colombie-Britannique et du territoire du Yukon. L'observatoire de Denison devient beaucoup moins important en raison de l'achèvement en 1918 de l'Observatoire fédéral d'astrophysique de Saanich qui abrite le plus grand télescope du monde à son ouverture. Cependant, Denison continue à travailler régulièrement à sa station et ne prend pas de vacances en plus de 20 ans. Au cours de sa carrière, la station est considérée comme le meilleur bureau météorologique de l'Ouest canadien.
Il prend sa retraite en 1936 avec grand honneur public et décède le 24 juin 1946 à Victoria.

### Inventions
Le Bureau canadien des brevets lui accorde des brevets pour un frein électrique, un appareil à moteur dentaire électrique, un sismographe destiné à la sécurité dans les mines et un dispositif pour éliminer la poussière des armoires d'hôpitaux,. Le dépoussiéreur est utilisé par de nombreux hôpitaux.

### Vie privée
En juillet 1904, Denison épouse Ethel Margaret Walbran, dont le père est le capitaine John Thomas Walbran (1848-1913). Peu de temps après l'ouverture de l'Observatoire Gonzalez Hill en 1914, les Denison emménagent dans ses quartiers d'habitation, où ils vivent jusqu'aux années 1930 mais ils n'ont pas d'enfants. Ethel décède en 1945 et les deux sont enterrés côte à côte au cimetière Royal Oak Burial Park à Victoria.

## Notoriété et récompenses
Denison est membre de la Société royale d'astronomie du Canada. Il est élu en 1915 membre de l'Association américaine pour l'avancement des sciences.
Denison Road menant à l'observatoire Gonzalez Hill de Victoria est nommé en son honneur. L'île Denison, située à l'entrée de Boswell Inlet sur la côte de Colombie-Britannique, est nommée en 1903 par la Commission de toponymie du Canada en son honneur,